# 相川春喜
相川 春喜（あいかわ はるき、1909年〈明治42年〉8月15日 - 1953年〈昭和28年〉4月29日）は、日本の科学史家、社会運動家。本名は矢浪久雄。
第二次世界大戦前の時期に唯物論研究会に参加し、技術史、科学哲学を中心にした理論学習運動の中核を担い、戦後は、シベリア抑留を経て、アジア地域における抑留者引揚運動に尽力した。第四高等学校中退。

## 略歴
新潟県高田市（現・新潟県上越市）南土橋出身。新潟師範附属小学校、佐渡河原田小学校、佐渡中学校、富山中学校を経て、第四高等学校文科乙類に首席で入学後、社会研究会、全国学聯支部に加盟。1928年6月の学生ストライキの責任者となる。
1929年、卒業試験後、雑誌「広場」の編集責任者であることを理由として卒業を取り消され、退学を命ぜられる。同年3月上京してプロレタリア文化運動に参加。同年、早稲田第一高等学院を除名される。1930年、第一ラミー紡績争議に参加。その後、産業労働調査所に就職。1932年、プロレタリア科学研究所に転職。同年、唯物論研究会に参加し、研究組織部副部長に就任。1933年、『日本資本主義発達史講座』に「農村経済と農業恐慌」を発表。同年、大宅壮一の媒酌でさだ夫人と結婚。 
1936年6月26日、時局新聞の編集を行っていた際に共産党員とともに検挙。さらに取り調べを通じてコム・アカデミー事件に関与した疑いで検挙。取り調べを通じて転向を余儀なくされるとともに治安維持法第二条（実行に関する協議）及び第三条（煽動）違反で起訴された。
1943年、同盟通信社嘱託、明治大学講師に就任する。
1944年、日本技術文化研究所を設立。同年、召集後、関東軍のソ連国境東寧独立兵団に配属され満洲へ赴く。1945年の終戦時には炊事兵を務めていた。
その後、戦線逃亡し、老骨山でソ連軍に投降。その後4年半にわたりシベリアに抑留される。
1946年、ハバロフスクの日本新聞社の日本人側編集責任者となり、ハバロフスク地方捕虜民主運動に参加する。1949年、帰国する。
1950年、日本共産党宣伝教育部に所属し、党本部引揚対策に参加、また、「帰還者同盟」及び「帰還者の友」に参加。
1952年、雑誌「ソヴェト同盟」の仕事を手伝う。
1953年、在華同胞帰国協力会の総務となる。日本共産党本部で選挙活動中に倒れ、死去。

## 著書
- 『農村経済と農業恐慌』（岩波書店） 1933年
- 『歴史科学の方法論』（白揚社） 1935年
- 『技術論』（三笠書房） 1935年
- 『現代技術論』（三笠書房） 1940年
- 『技術論入門』（三笠書房） 1941年
- 『技術の理論と政策』（紀文社） 1942年
- 『産業技術』（白揚社） 1942年
- 『東南亜の資源と技術』（三笠書房） 1943年
- 『技術及び技能管理』（東洋書房） 1944年
- 『文化映画論』（霞ケ關書房） 1944年

## 共著
- 『現代政治の課題』（原隨園, 小林高記, 加田哲二, 樺俊雄共著、昭和書房） 1942年
- 『生産増強の方策』（山崎早市, 郷古潔, 松前重義, 大河内正敏, 土屋清, 石橋湛山, 原祐三, 美濃部洋次, 三輪壽壯, 後藤清, 安藤政吉, 大橋静市共著、霞ケ關書房） 1943年
- 『発明発見図説』（山崎俊雄, 田中実共著、岩崎書店） 1952年

## 参考
- 相川春喜小傳刊行会編『相川春喜小傳』1955年（昭和30年）